# Liste der Anime-Titel (1963–1969)
Dies ist eine chronologisch sortierte Liste der Anime-Titel von 1963 bis 1969.

## 1963
| Name                         | Alternative Namen          | Veröffentlichungsjahr | Studio(s)            |
| ---------------------------- | -------------------------- | --------------------- | -------------------- |
| Astro Boy (193 Folgen)       | 鉄腕アトム, Tetsuwan Atomu | 1963 als Fernsehserie | Mushi Production     |
| Eight Man (57 Folgen)        | エイトマン, Eitoman, 8-man | 1963 als Fernsehserie | TCJ Animation, Eiken |
| Ginga Shōnentai (92 Folgen)  | 銀河少年隊                 | 1963 als Fernsehserie | Mushi Production     |
| Ōkami Shōnen Ken (86 Folgen) | 狼少年ケン                 | 1963 als Fernsehserie | Tōei Animation       |
| Sennin Buraku (23 Folgen)    | 仙人部落                   | 1963 als Fernsehserie | Tele-Cartoon Japan   |
| Tetsujin 28-gō (97 Folgen)   | 鉄人28号, Gigantor         | 1963 als Fernsehserie | TCJ                  |
| Wan Wan Chūshingura          |                            | 1963 als Film         | Tōei Animation       |
| Wanpaku Oji no Orochi Taiji  | わんぱく王子の大蛇退治     | 1963 als Film         | Tōei Animation       |

## 1964
| Name                                      | Alternative Namen                       | Veröffentlichungsjahr | Studio(s)           |
| ----------------------------------------- | --------------------------------------- | --------------------- | ------------------- |
| 0-sen Hayato (41 Folgen)                  | ０戦はやと, Zero-sen Hayato             | 1964 als Fernsehserie | P Production        |
| Big X                                     | ビッグX                                 | 1964 als Film         | Tokyo Movie Shinsha |
| Shōnen Ninja Kaze no Fujimaru (65 Folgen) | 少年忍者風のフジ丸, Ninja The Wonderboy | 1964 als Fernsehserie | Tōei Animation      |
| Tetsuwan Atom Uchu no Yusha               | 鉄腕アトム 宇宙の勇者                   | 1964 als Film         | Mushi Production    |

## 1965
| Name                              | Alternative Namen                                                                                 | Veröffentlichungsjahr | Studio(s)        |
| --------------------------------- | ------------------------------------------------------------------------------------------------- | --------------------- | ---------------- |
| Dolphin Oji (13 Folgen)           | ドルフィン王子                                                                                    | 1965 als Fernsehserie | TV Doga          |
| Gulliver no Uchū Ryokō            | ガリバーの宇宙旅行, Gulliver's Travels Beyond the Moon, Gulliver's Space Travels: Beyond the Moon | 1965 als Film         | Toei Animation   |
| Hustle Punch (26 Folgen)          | ハッスルパンチ                                                                                    | 1965 als Fernsehserie | Toei Animation   |
| Kimba, der weiße Löwe (52 Folgen) | ジャングル大帝, Jungle Taitei                                                                     | 1965 als Fernsehserie | Mushi Production |

## 1966
| Name                                 | Alternative Namen                   | Veröffentlichungsjahr | Studio(s)          |
| ------------------------------------ | ----------------------------------- | --------------------- | ------------------ |
| Chōhen Jungle Taitei                 |                                     | 1966 als Film         | Mushi Production   |
| Cyborg 009                           | サイボーグ009, Saibōgu 009          | 1966 als Film         | Tōei Animation     |
| Gambare! Marine Kid (13 Folgen)      | がんばれ! マリンキッド, Marine Boy  | 1966 als Fernsehserie | Tele-Cartoon Japan |
| Ganbare! Marine Kid (13 Folgen)      | がんばれ！ マリンキッド, Marine Boy | 1966 als Fernsehserie | TCJ Animation      |
| Harisu no Kaze (70 Folgen)           | ハリスの旋風, Harris' Whirlwind     | 1966 als Fernsehserie | P Production       |
| Jungle Taitei Susume Leo (26 Folgen) | ジャングル大帝                      | 1966 als Fernsehserie | Mushi Production   |
| Mahō Tsukai Sally (109 Folgen)       | 魔法使いサリー, Mahō Tsukai Sarī    | 1966 als Fernsehserie | Tōei Dōga          |
| Osomatsu-kun (56 Folgen)             | おそ松くん                          | 1966 als Fernsehserie | Studio Zero        |

## 1967
| Name                                  | Alternative Namen                              | Veröffentlichungsjahr | Studio(s)                           |
| ------------------------------------- | ---------------------------------------------- | --------------------- | ----------------------------------- |
| Bōken Gabotenjima (39 Folgen)         | 冒険ガボテン島                                 | 1967 als Fernsehserie | Tele-Cartoon Japan                  |
| Bōken Shōnen Shadar (156 Folgen)      | 冒険少年シャダー, Adventure Boy Shadar         | 1967 als Fernsehserie | Nippon Hōsō Eigasha, Tōei Animation |
| Chibikko Kaiju Yadamon (26 Folgen)    | ちびっこ怪獣ヤダモン                           | 1967 als Fernsehserie | P Production                        |
| Choppy und die Prinzessin (52 Folgen) | リボンの騎士, Ribbon no Kishi, Princess Knight | 1967 als Fernsehserie | Mushi Production                    |
| Cyborg 009 Kaishū Sensō               | サイボーグ009 怪獣戦争                         | 1967 als Film         | Tōei Animation                      |
| Donkikko (42 Folgen)                  | ドンキッコ                                     | 1967 als Fernsehserie | P Production                        |
| Hyokkori Hyōtan-jima                  | ひょっこりひょうたん島, The Madcap Island      | 1967 als Film         | Toei Animation                      |
| Oraa Guzura Dado (88 Folgen)          | おらぁグズラだど                               | 1967 als Fernsehserie | Tatsunoko Production                |
| Speed Racer (52 Folgen)               | マッハGoGoGo, Mahha Gō Gō Gō, Mach Go Go Go!   | 1967 als Fernsehserie | Tatsunoko Production                |

## 1968
| Name                                   | Alternative Namen                              | Veröffentlichungsjahr | Studio(s)         |
| -------------------------------------- | ---------------------------------------------- | --------------------- | ----------------- |
| Akane-chan (26 Folgen)                 | あかねちゃん                                   | 1968 als Fernsehserie | Tōei Animation    |
| Andersen Monogatari Match Uri no Shōjo | アンデルセン物語                               | 1968 als Film         | Tōei Animation    |
| Animal 1 (27 Folgen)                   | アニマル1                                      | 1968 als Fernsehserie | Mushi Production  |
| Cyborg 009 (26 Folgen)                 | サイボーグ009, Saibōgu 009                     | 1968 als Fernsehserie | Tōei Animation    |
| Fight Da!! Pyūta (26 Folgen)           | ファイトだ!!ピュー太, Fight, Pyuta!            | 1968 als Fernsehserie | Hōsō Dōga Seisaku |
| Gegege no Kitarō (65 Folgen)           | ゲゲゲの鬼太郎                                 | 1968 als Fernsehserie | Tōei Dōga         |
| Taiyō no Ōji: Horusu no Daibōken       | 太陽の王子 ホルスの大冒険, Little Norse Prince | 1968 als Film         | Tōei Dōga         |

## 1969
| Name                                | Alternative Namen                                                             | Veröffentlichungsjahr | Studio(s)            |
| ----------------------------------- | ----------------------------------------------------------------------------- | --------------------- | -------------------- |
| Bob, der Flaschengeist (105 Folgen) | ハクション大魔王, Hakushon Daimaō, The Genie Family, Bob in the Bottle        | 1969 als Fernsehserie | Tatsunoko Production |
| Dororo to Hyakkimaru (26 Folgen)    | どろろと百鬼丸                                                                | 1969 als Fernsehserie | Mushi Production     |
| Der gestiefelte Kater               | 長靴をはいた猫, Nagagutsu o Haita Neko, Perix der Kater und die 3 Mausketiere | 1969 als Film         | Tōei Dōga            |
| Himitsu no Akko-chan (94 Folgen)    | ひみつのアッコちゃん                                                          | 1969 als Fernsehserie | Tōei Doga            |
| Kaitei Shōnen Marine (36 Folgen)    | 海底少年マリン, Under Sea Boy Marine                                          | 1969 als Fernsehserie | Tele-Cartoon Japan   |
| Kurenai Sanshiro (26 Folgen)        | 紅三四郎, Judo Boy                                                            | 1969 als Fernsehserie | Tatsunoko Production |
| Mila Superstar (104 Folgen)         | アタックNo. 1, Attack No. 1                                                   | 1969 als Fernsehserie | Tokyo Movie Shinsha  |
| Sazae-san (2100 Folgen)             | サザエさん                                                                    | 1969 als Fernsehserie | Eiken                |